# Дитко Микола Миколайович
Микола Миколайович Дитко (18 травня 1996, Верхняківці, Україна — 27 червня 2022, Донецька область, Україна) — український військовослужбовець, молодший лейтенант Збройних сил України, учасник російсько-української війни. Кавалер ордена «За мужність» III ступеня (2023, посмертно).

## Життєпис
Микола Дитко народився 18 травня 1996 року в селі Верхняківцях, нині Борщівської громади Чортківського району Тернопільської области України.
Закінчив місцеву школу, Борщівський агротехнічний коледж, Національний університет «Львівська політехніка» (зокрема у крайньому навчальному закладі навчався на військовій катедрі й отримав звання молодшого лейтенанта).
20 березня 2022 року мобілізований та направлений на навчання до Військової академії (м. Одеса). З 1 червня 2022 року служив командиром розвідувальним взводом у складі 14-ї окремої механізованої бригади. Загинув 27 червня 2022 року в бою, в результаті артилерійського обстрілу під час виконання бойового завдання на Донеччині.
Похований 2 липня 2022 року в рідному селі.
Залишилися батько, мати та брат.

## Нагороди
- орден «За мужність» III ступеня (30 березня 2023, посмертно) — за особистий внесок у захист державного суверенітету та територіальної цілісності України, самовіддане виконання військового обов'язку та високий професіоналізм[2].